# Qalandar Āyesh
Qalandar Āyesh (persiska: قلندر آيش) är en ort i Iran.   Den ligger i provinsen Golestan, i den norra delen av landet, 270 km öster om huvudstaden Teheran. Qalandar Āyesh ligger 188 meter över havet och antalet invånare är 277.
Terrängen runt Qalandar Āyesh är varierad, och sluttar norrut. Runt Qalandar Āyesh är det ganska tätbefolkat, med 207 invånare per kvadratkilometer. Närmaste större samhälle är Bandar-e Torkaman, 19,0 km nordväst om Qalandar Āyesh. Trakten runt Qalandar Āyesh består till största delen av jordbruksmark.